# Peyrolles-en-Cévennes
Peyrolles-en-Cévennes es una población y comuna francesa, en la región de Languedoc-Rosellón, departamento de Gard, en el distrito de Le Vigan y cantón de Saint-André-de-Valborgne. 

## Historia
Hasta el 7 de julio de 2006 se denominó Peyroles.
La comuna se denominó Peyrolles hasta el 9 de enero de 2025.

## Demografía
| 41 | 36 | 38 | 31 | 28 | 37 |
| Para los censos de 1962 a 1999 la población legal corresponde a la población sin duplicidades (Fuente: INSEE [Consultar]) |    |    |    |    |    |